# Guerre de Morée
Pour les articles homonymes, voir Guerre vénéto-ottomane et Morée.
Grande guerre turque
La guerre de Morée ou sixième guerre turco-vénitienne est un conflit ayant opposé la république de Venise à l'Empire ottoman de 1684 à 1699, dans le cadre plus général de la grande guerre turque.
La principale campagne se déroula dans le Péloponnèse (Morée ottomane), d'où son nom, mais des affrontements eurent lieu en Dalmatie et dans la mer Égée.
L'issue de cette guerre fut victorieuse pour Venise et ses alliés : aux termes du traité de Karlowitz en 1699, elle conserva une grande partie de ses conquêtes, dont le Péloponnèse.

## Contexte

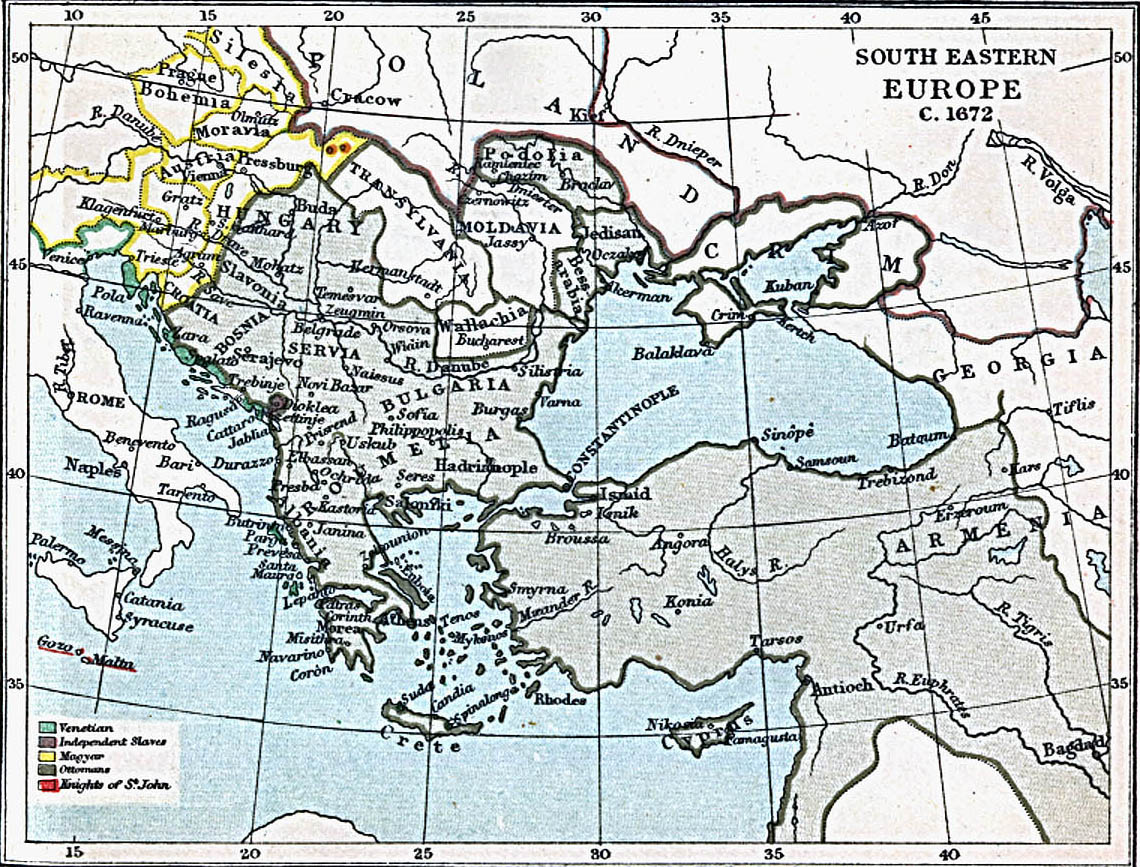
Carte des régions balkaniques et anatoliennes en 1672.

Venise et l'empire ottoman s'affrontaient depuis le XVe siècle en Méditerranée orientale, ces conflits ayant entrainé la perte progressive de la plupart des possessions vénitiennes (Eubée, Chypre). La dernière guerre les ayant opposés de 1645 à 1669, la guerre de Candie, avait vu la perte de la dernière grande île encore sous domination vénitienne, la Crète.
Depuis 1683, une nouvelle guerre opposait les Ottomans aux Autrichiens ; après le siège de Vienne et la victoire des armées coalisées en septembre 1683, Venise, ayant adhéré à la Sainte Ligue, saisit l'occasion de l'affaiblissement des armées ottomanes et déclara la guerre le 25 avril 1684. Le commandement fut confié à Francesco Morosini, qui s'était illustré dans les conflits précédents.

## Succès vénitiens

### Offensive en mer Ionienne
La première attaque se fit contre l'île de Leucade qui capitula le 6 août 1684. Les Vénitiens s'emparèrent ensuite de la côte située en face des îles ioniennes, les forteresses de Vonitza et Préveza tombant en septembre. Ces succès initiaux furent importants pour les Vénitiens, à la fois pour le moral des troupes mais aussi parce qu'ils permirent d'assurer les communications avec Venise, d'empêcher les Ottomans de menacer les îles ioniennes et d'envoyer des renforts dans le Péloponnèse par cette voie, et qu'ils encouragèrent les Grecs à coopérer avec eux contre les Turcs.

### Conquête du Péloponnèse
Le 25 juin 1685, l'armée vénitienne débarqua dans le sud du Péloponnèse devant Coron, qu'elle conquit après 49 jours de siège. Elle occupa ensuite la Messénie et le Magne, après une victoire sur les troupes ottomanes devant Kalamata. En octobre, l'armée regagna les îles ioniennes pour hiverner.
Les opérations reprirent en avril 1686. L'armée de terre fut placée sous le commandement du général suédois Otto Wilhelm de Kœnigsmark tandis que Morosini conservait le commandement de la flotte. Navarin fut pris en juin après qu'une armée de secours fut battue par les Vénitiens. Modon tomba le 10 juillet.

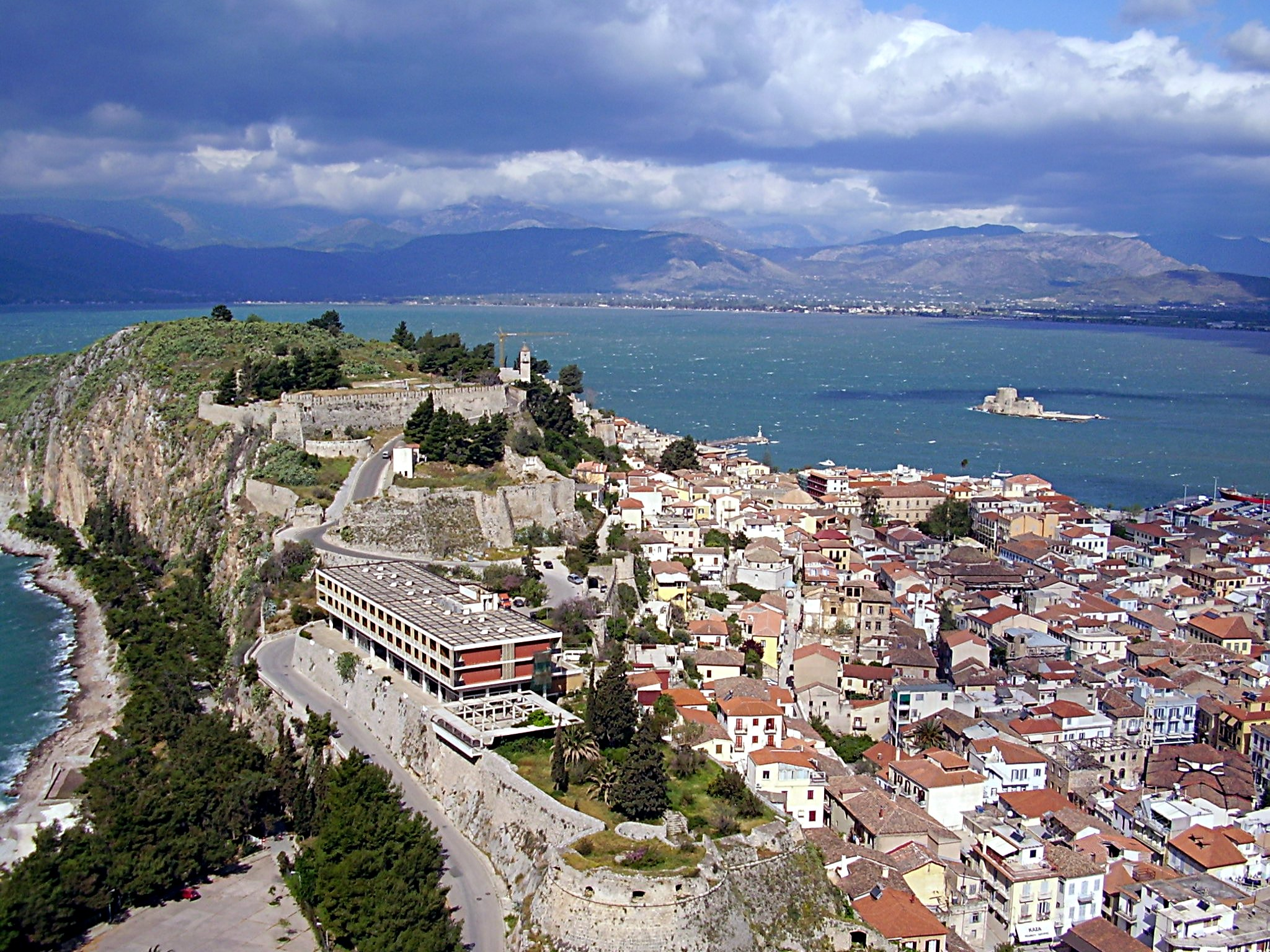
Fortifications de l'Acronauplie depuis la colline Palamède

Les Vénitiens avancèrent alors en direction d'Argos et de Nauplie, alors la ville la plus importante du Péloponnèse. L'armée débarqua près de Nauplie entre le 30 juillet et le 4 août, et Kœnigsmark lança immédiatement l'assaut sur la colline Palamède, alors non fortifiée, qui domine la ville. Malgré ce succès, l'arrivée le 2 août d'une armée de secours turque commandée par Ismail Pacha à Argos rendit la situation vénitienne précaire. Le 6 août, les Vénitiens remportèrent la victoire sur cette armée qui se retira en bon ordre vers Corinthe et abandonna Argos ; pendant deux semaines ils durent cependant faire face à la fois aux attaques d'Ismail Pacha, aux sorties des assiégés, et à une nouvelle épidémie de peste. Le 29 août 1686, l'armée de secours ottomane subit cependant une lourde défaite et la forteresse de Nauplie dut se rendre le 3 septembre. La ville devint alors la principale base d'opérations des Vénitiens ; Ismail Pacha se retira en Achaïe après avoir renforcé la garnison de Corinthe.
Malgré les pertes dues à des épidémies pendant l'automne et l'hiver 1686, Morosini, ayant reçu des renforts de mercenaires allemands en avril 1687, put avancer contre les derniers bastions ottomans au nord-ouest du Péloponnèse, la ville de Patras et le fort de Rion.
Après une victoire vénitienne devant Patras, les forces ottomanes n'opposèrent plus de résistance et les Vénitiens occupèrent en quelques jours les forteresses de Patras, Rion, Antirion et Naupacte abandonnées par leurs garnisons.
Corinthe fut occupée le 7 août et Mystra à la fin du mois. Seule Monemvassia restait aux mains des Turcs, résistant jusqu'en 1690.
En 1688, les Vénitiens établissent le royaume de Morée.

## Campagnes en Attique et Grèce centrale

### Conquête d'Athènes

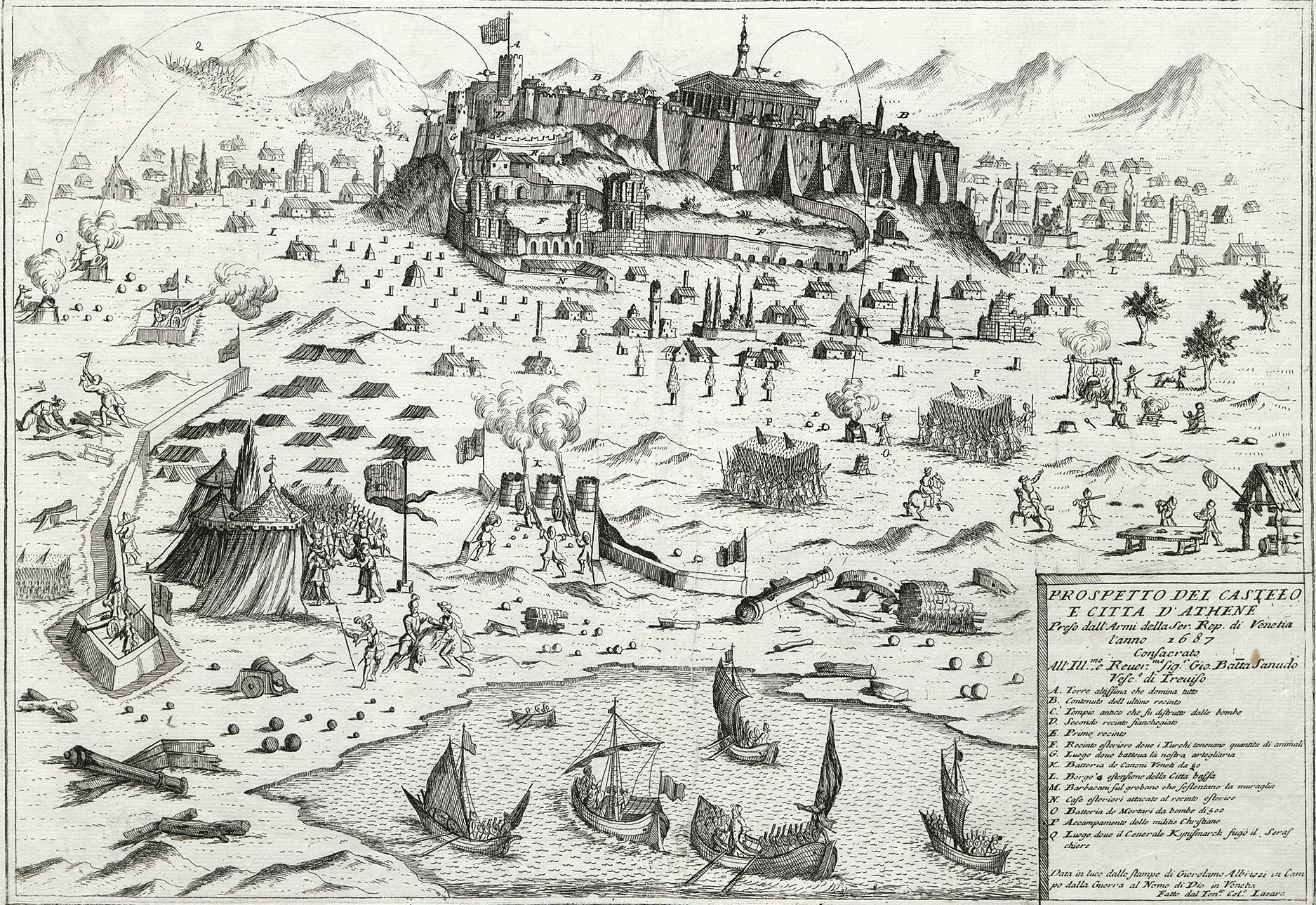
Le siège de l'Acropole

Ayant conquis l'ensemble du Péloponnèse, Morosini s'attaqua ensuite à la Grèce centrale. L'armée de Kœnigsmark débarqua à Éleusis le 21 septembre 1687 tandis que la flotte vénitienne entrait au Pirée. Les Turcs évacuèrent rapidement la ville d'Athènes mais se réfugièrent dans la forteresse de l'Acropole, qui subit un siège de six jours occasionnant de nombreuses destructions aux monuments antiques, notamment lors de l'explosion du Parthénon.
Malgré la reddition de la citadelle le 29 septembre, la situation de Morosini restait mal assurée. Les Ottomans rassemblaient une armée à Thèbes et leur cavalerie contrôlait la plaine de l'Attique, limitant les mouvements vénitiens aux environs d'Athènes. En décembre, le contingent hanovrien fort de 1 400 hommes quitta l'armée, et une nouvelle épidémie se déclara. Les Vénitiens furent donc forcés de se replier sur le Péloponnèse en avril 1688, emportant avec eux de nombreuses œuvres d'art prélevées sur les monuments.

### Siège de Négrepont
Morosini, ayant entre-temps été élu doge, reprit cependant l'offensive en juillet, débarquant sur l'île d'Eubée pour mettre le siège devant sa ville principale, Négrepont (Chalcis). Les coalisés n'assurèrent pas un blocus total de la forteresse qui put donc être ravitaillée ; ils subirent de lourdes pertes, particulièrement lors d'une nouvelle épidémie qui emporta le général Kœnigsmark le 15 septembre. Morosini dut accepter la défaite et l'armée se retira le 20 octobre vers Argos, ayant perdu 9 000 hommes.
L'échec du siège de Négrepont eut de sévères répercussions dans le camp vénitien. Les mercenaires allemands restant quittèrent l'armée début novembre. Morosini lança néanmoins une nouvelle attaque sur Monemvassia en 1689, sans succès, mais sa santé chancelante le força à rentrer peu après à Venise. Ces évènements marquèrent la fin des succès vénitiens dans cette guerre, et le début d'une série de contre-attaques ottomanes victorieuses.

## Le rétablissement ottoman
Les défaites successives en Hongrie (bataille de Mohács) et en Morée eurent d'importantes répercussions à Constantinople. Le sultan Mehmed IV fut déposé en 1687 au profit de son frère Soliman II. Alors que l'Empire Ottoman désirait initialement la conclusion de la paix, la déclaration de la guerre de la Ligue d'Augsbourg en 1688 encouragea les dirigeants ottomans à la poursuite des hostilités, les forces autrichiennes devant se tourner en partie contre la France. Sous la direction efficace du nouveau grand vizir Moustafa, les Ottomans passèrent à la contre-attaque ; cependant, leurs efforts étant principalement dirigés contre l'Autriche, ils ne furent jamais en mesure de rassembler des forces suffisamment importantes pour reconquérir complètement les territoires perdus contre les Vénitiens.

### L'action de Limberákis Gerakáris
En 1688, les Ottomans se tournèrent vers le pirate maniote Limberákis Gerakáris, emprisonné à Constantinople depuis plusieurs années. Libéré et investi du titre de « Bey du Magne », il fut autorisé à recruter quelques centaines de soldats et rejoint l'armée ottomane à Thèbes. Il fut amené à jouer un rôle important dans la suite du conflit, ses raids audacieux et destructeurs épuisant les ressources de la République et constituant une menace majeure pour les territoires vénitiens.
À cette époque, une large bande de no man's land s'étendait en travers de la Grèce centrale, entre les bastions ottomans à l'est et les territoires sous contrôle vénitien à l'ouest. La majeure partie des arrière-pays montagneux de Phocide et d'Eurytanie était aux mains de bandes armées composées de Grecs, d'Albanais et de déserteurs dalmates de l'armée vénitienne. Gérakaris essaya d'abord de faire entrer ces troupes au service des Ottomans, en vain. En 1689, il dirigea son premier raid contre Missolonghi, à la tête d'une troupe composite de 2 000 hommes, Turcs, Albanais et Grecs. La même année, les Ottomans envahirent la Grèce centrale et, bien que repoussés à Naupacte, reprirent le contrôle de l'intérieur du pays. Cependant, au même moment, les Vénitiens prirent Monemvassia, le dernier bastion turc en Morée.
En 1692, Gérakaris lança une attaque ottomane dans le Péloponnèse ; il prit Corinthe et assiégea sans succès l'Acrocorinthe et Argos avant de devoir se replier devant l'arrivée de renforts vénitiens. Il renouvela ses attaques en 1694 et 1695, mais trahit alors les Ottomans et passa du côté vénitien. Cependant, sa conduite brutale et ses intrigues inquiétèrent les Vénitiens, qui l'emprisonnèrent après qu'il eut saccagé Arta en août 1696.

### Les opérations en Épire et l'attaque vénitienne sur la Crète
Afin d'aider les Grecs d'Himarë qui s'étaient révoltés contre les Turcs, et après quelques succès dans le nord de l'Albanie et au Monténégro (prise de Castelnuovo), la flotte vénitienne lança en septembre 1690 une attaque contre le port ottoman de Valona, sur l'Adriatique. Le siège, du 11 au 18 septembre, fut un succès et permit à la révolte de se répandre dans la région. Cependant les Ottomans purent lancer en 1691 une contre-attaque massive, et à la mi-mars la zone était à nouveau sous leur contrôle.
En 1692, une flotte vénitienne commandée par Domenico Mocenigo attaqua la Crète et mit le siège devant sa capitale, Candie, tandis que les Chrétiens de l'île se révoltaient contre les Ottomans. Cette tentative fut cependant un échec, les Turcs s'emparant même par trahison de la forteresse de Gramvoussa, une des dernières possessions vénitiennes en Crète.

### Les dernières années de la guerre
Dans l'espoir de reprendre l'avantage, Morosini reprit personnellement le commandement des opérations en 1692, mais son âge avancé ne lui permit pas de s'illustrer à nouveau et il mourut à Nauplie le 16 janvier 1694. Son successeur, Antonio Zeno, dirigea contre l'avis de ses officiers une expédition contre la riche île de Chios. L'île fut prise facilement, mais la réponse turque fut rapide et massive ; après une double bataille navale en février 1695 qui fut une défaite pour les Vénitiens, ceux-ci furent contraints à un repli humiliant.
Encouragés par ces victoires, les Ottomans tentèrent une nouvelle invasion du Péloponnèse mais furent battus par le général Adam Heinrich von Steinau (en) et repoussés vers leur base de Thèbes. C'est alors que Steinau persuada Limberakis de rejoindre le camp vénitien.

## Les opérations navales
Plusieurs combats opposèrent les deux flottes, en particulier à Lesbos en 1690, Chios en 1695, Andros en 1696, Lemnos en 1697, Samothrace en 1698, mais ils furent généralement indécis et ne permirent pas à l'un des adversaires de prendre l'avantage.

## Conséquences
Battu dans les Balkans par l'Autriche, l'empire ottoman engagea des pourparlers de paix avec les membres de la Sainte-Ligue, aboutissant au traité de Karlowitz, signé en janvier 1699. Celui-ci confirmait les conquêtes de Céphalonie, du Péloponnèse (Morée) et de l'île d'Égine par la république de Venise.
Le Péloponnèse fut divisé en quatre provinces : la Romanie, la Laconie, la Messénie et l'Achaïe, avec respectivement pour capitales Nauplie, Malvoisie, Navarin et Patras. Un vaste programme de fortifications fut lancé, avec notamment la construction de la forteresse Palamède à Nauplie.
La guerre avait cependant provoqué une crise démographique et économique, et les Vénitiens ne surent pas gagner la confiance de leurs sujets orthodoxes habitués à une autonomie relative sous le régime des Milliyets de l'Empire ottoman, et qui supportaient mal la bureaucratie vénitienne et surtout la taxation. La République vénitienne, affaiblie, avait des difficultés à établir efficacement son autorité.
La Morée fut reconquise par les Ottomans au cours d'une rapide campagne en 1715.